# Lysidice
Lysidice is een geslacht van borstelwormen uit de familie van de Eunicidae.

## Soorten
- Lysidice adrianae Carrera-Parra, Fauchald & Gambi, 2011
- Lysidice americana Verrill, 1873
- Lysidice annulicornis (Ehlers, 1868)
- Lysidice boholensis Grube, 1878
- Lysidice caribensis Carrera-Parra, Fauchald & Gambi, 2011
- Lysidice carriebowensis Carrera-Parra, Fauchald & Gambi, 2011
- Lysidice collaris Grube, 1870
- Lysidice communis Delle Chiaje, 1841
- Lysidice elongata (Quatrefages, 1866)
- Lysidice filum (Quatrefages, 1866)
- Lysidice galathina Savigny in Lamarck, 1818
- Lysidice hebes (Verrill, 1900)
- Lysidice kuekenthali Fischli, 1900
- Lysidice natalensis Kinberg, 1865
- Lysidice ninetta Audouin & H Milne Edwards, 1833
- Lysidice notata Ehlers, 1887
- Lysidice oculata (Ehlers, 1868)
- Lysidice oele Horst, 1902
- Lysidice olympia Savigny in Lamarck, 1818
- Lysidice pectinifera (Quatrefages, 1866)
- Lysidice phyllisae Carrera-Parra, Fauchald & Gambi, 2011
- Lysidice punctata Grube, 1855
- Lysidice rufa Gosse, 1853
- Lysidice schmardae (McIntosh, 1885)
- Lysidice thalassicola Carrera-Parra, Fauchald & Gambi, 2011
- Lysidice torquata Quatrefages, 1850
- Lysidice tortugae Treadwell, 1921
- Lysidice trimera Ehlers, 1901
- Lysidice unicornis (Grube, 1840)
- Lysidice valentina Savigny in Lamarck, 1818

### Taxon inquirendum
- Lysidice multicirrata Claparède, 1863
- Lysidice torquata Costa, 1862

### Synoniemen
- Lysidice atra Schmarda, 1861 => Lysidice natalensis Kinberg, 1865
- Lysidice bilobata Verrill, 1900 => Lysidice ninetta Audouin & H Milne Edwards, 1833
- Lysidice brachycera Schmarda, 1861 => Lysidice ninetta Audouin & H Milne Edwards, 1833
- Lysidice capensis Grube, 1868 => Lysidice natalensis Kinberg, 1865
- Lysidice fallax Ehlers, 1898 => Lysidice collaris Grube, 1870
- Lysidice fusca Treadwell, 1922 => Lysidice collaris Grube, 1870
- Lysidice mahagoni Claparède, 1864 => Lysidice ninetta Audouin & H Milne Edwards, 1833
- Lysidice margaritacea Claparède, 1868 => Lysidice ninetta Audouin & H Milne Edwards, 1833
- Lysidice palola Quatrefages, 1866 => Palola viridis Gray in Stair, 1847
- Lysidice parva Treadwell, 1922 => Lysidice collaris Grube, 1870
- Lysidice robusta Stimpson, 1856 => Lysidice collaris Grube, 1870
- Lysidice sulcata Treadwell, 1901 => Lysidice collaris Grube, 1870